# Удриче-Кольонія
Удриче-Кольонія (пол. Udrycze-Kolonia) — село в Польщі, у гміні Старе Замостя Замойського повіту Люблінського воєводства.
Населення — 185 осіб (2011).
У 1975-1998 роках село належало до Замойського воєводства.

## Демографія
Демографічна структура станом на 31 березня 2011 року:
|          | Загалом | Допрацездатний вік | Працездатний вік | Постпрацездатний вік |
| -------- | ------- | ------------------ | ---------------- | -------------------- |
| Чоловіки | 91      | 16                 | 65               | 10                   |
| Жінки    | 94      | 16                 | 62               | 16                   |
| Разом    | 185     | 32                 | 127              | 26                   |